# فرودگاه کلکتن
فرودگاه کلکتن (به انگلیسی: Clacton Airport) یک فرودگاه همگانی است که یک باند فرود چمن دارد و طول باند آن ۵۹۸ متر است. این فرودگاه در کشور ایالات متحده آمریکا قرار دارد و در ارتفاع ۱۱ متری از سطح دریا واقع شده‌است.